# Université préfectorale de Hiroshima
L'Université préfectorale de Hiroshima (県立広島大学, Kenritsu Hiroshima Daigaku) est une université publique du Japon située dans la ville de Hiroshima.